# Team Arkéa-Samsic/Saison 2020
Diese Liste führt die Fahrer und die Siege des Radsportteams Arkéa-Samsic in der Saison 2020 auf.

## Siege
UCI WorldTour
| Datum    | Rennen                | Fahrer         |
| -------- | --------------------- | -------------- |
| 14. März | 7. Etappe Paris-Nizza | Nairo Quintana |

UCI ProSeries
| Datum           | Rennen                            | Fahrer         |
| --------------- | --------------------------------- | -------------- |
| 13. Februar     | 1. Etappe Tour de La Provence     | Nacer Bouhanni |
| 15. Februar     | 3. Etappe Tour de La Provence     | Nairo Quintana |
| 13.–16. Februar | Gesamtwertung Tour de La Provence | Nairo Quintana |

UCI Continental Circuits
| Datum           | Rennen                            | Kat. | Fahrer         |
| --------------- | --------------------------------- | ---- | -------------- |
| 7. Februar      | 4. Etappe Saudi Tour              | 2.1  | Nacer Bouhanni |
| 22. Februar     | 2. Etappe Tour du Haut-Var        | 2.1  | Nairo Quintana |
| 21.–23. Februar | Gesamtwertung Tour du Haut-Var    | 2.1  | Nairo Quintana |
| 8. März         | Grand Prix de la Ville de Lillers | 1.2  | Florian Vachon |
| 20. September   | GP d’Isbergues                    | 1.1  | Nacer Bouhanni |
| 27. September   | Paris–Chauny                      | 1.1  | Nacer Bouhanni |
| 2. Oktober      | 5. Etappe Portugal-Rundfahrt      | 2.1  | Daniel McLay   |
| 3. Oktober      | 6. Etappe Portugal-Rundfahrt      | 2.1  | Daniel McLay   |

## Fahrer
| Teamkader 2020          | Teamkader 2020     | Teamkader 2020         | Teamkader 2020                         |
| Name                    | Geburtsdatum       | Land                   | Vorheriges Team                        |
| ----------------------- | ------------------ | ---------------------- | -------------------------------------- |
| Winner Anacona          | 11. August 1988    | Kolumbien              | Movistar Team (2019)                   |
| Warren Barguil          | 28. Oktober 1991   | Frankreich             | Team Sunweb (2017)                     |
| Franck Bonnamour        | 20. Juni 1995      | Frankreich             | BIC 2000 (2015)                        |
| Thomas Boudat           | 24. Februar 1994   | Frankreich             | Total Direct Énergie (2019)            |
| Maxime Bouet            | 3. November 1986   | Frankreich             | Etixx-Quick Step (2016)                |
| Nacer Bouhanni          | 25. Juli 1990      | Frankreich             | Cofidis, Solutions Crédits (2019)      |
| Benjamin Declercq       | 4. Februar 1994    | Belgien                | Sport Vlaanderen-Baloise (2019)        |
| Anthony Delaplace       | 11. September 1989 | Frankreich             | Sojasun (2013)                         |
| Élie Gesbert            | 1. Juli 1995       | Frankreich             | VC Pays de Loudéac (2016)              |
| Donavan Grondin         | 26. September 2000 | Frankreich             | Vendée U Pays de la Loire (2019)       |
| Thibault Guernalec      | 31. Juli 1997      | Frankreich             | Pays de Dinan (2018)                   |
| Romain Hardy            | 24. August 1988    | Frankreich             | Cofidis, Solutions Crédits (2016)      |
| Benoît Jarrier          | 1. Februar 1989    | Frankreich             | Véranda Rideau-Super U (2012)          |
| Romain Le Roux          | 3. Juli 1992       | Frankreich             | Armée de terre (2017)                  |
| Kévin Ledanois          | 13. Juli 1993      | Frankreich             | CC Nogent-sur-Oise (2014)              |
| Matis Louvel            | 19. Juli 1999      | Frankreich             | VC Rouen 76 (2019)                     |
| Daniel McLay            | 3. Januar 1992     | Vereinigtes Königreich | EF Education First (2019)              |
| Christophe Noppe        | 29. November 1994  | Belgien                | Sport Vlaanderen-Baloise (2019)        |
| Łukasz Owsian           | 24. Februar 1990   | Polen                  | CCC Team (2019)                        |
| Laurent Pichon          | 19. Juli 1986      | Frankreich             | FDJ (2016)                             |
| Dayer Quintana          | 10. August 1992    | Kolumbien              | Neri Sottoli-Selle Italia-KTM (2019)   |
| Nairo Quintana          | 4. Februar 1990    | Kolumbien              | Movistar Team (2019)                   |
| Alan Riou               | 2. April 1997      | Frankreich             | Pays de Dinan (2018)                   |
| Diego Rosa              | 27. März 1989      | Italien                | Team Ineos (2019)                      |
| Clément Russo           | 20. Januar 1995    | Frankreich             | Probikeshop Saint-Étienne Loire (2017) |
| Connor Swift            | 30. Oktober 1995   | Vereinigtes Königreich | Madison Genesis (2019)                 |
| Florian Vachon          | 2. Januar 1985     | Frankreich             | Roubaix Lille Métropole (2009)         |
| Bram Welten             | 29. März 1997      | Niederlande            | BMC Development (2017)                 |
|                         |                    |                        |                                        |
| Quelle: ProCyclingStats |                    |                        |                                        |